# 和歌山県立和歌山ろう学校

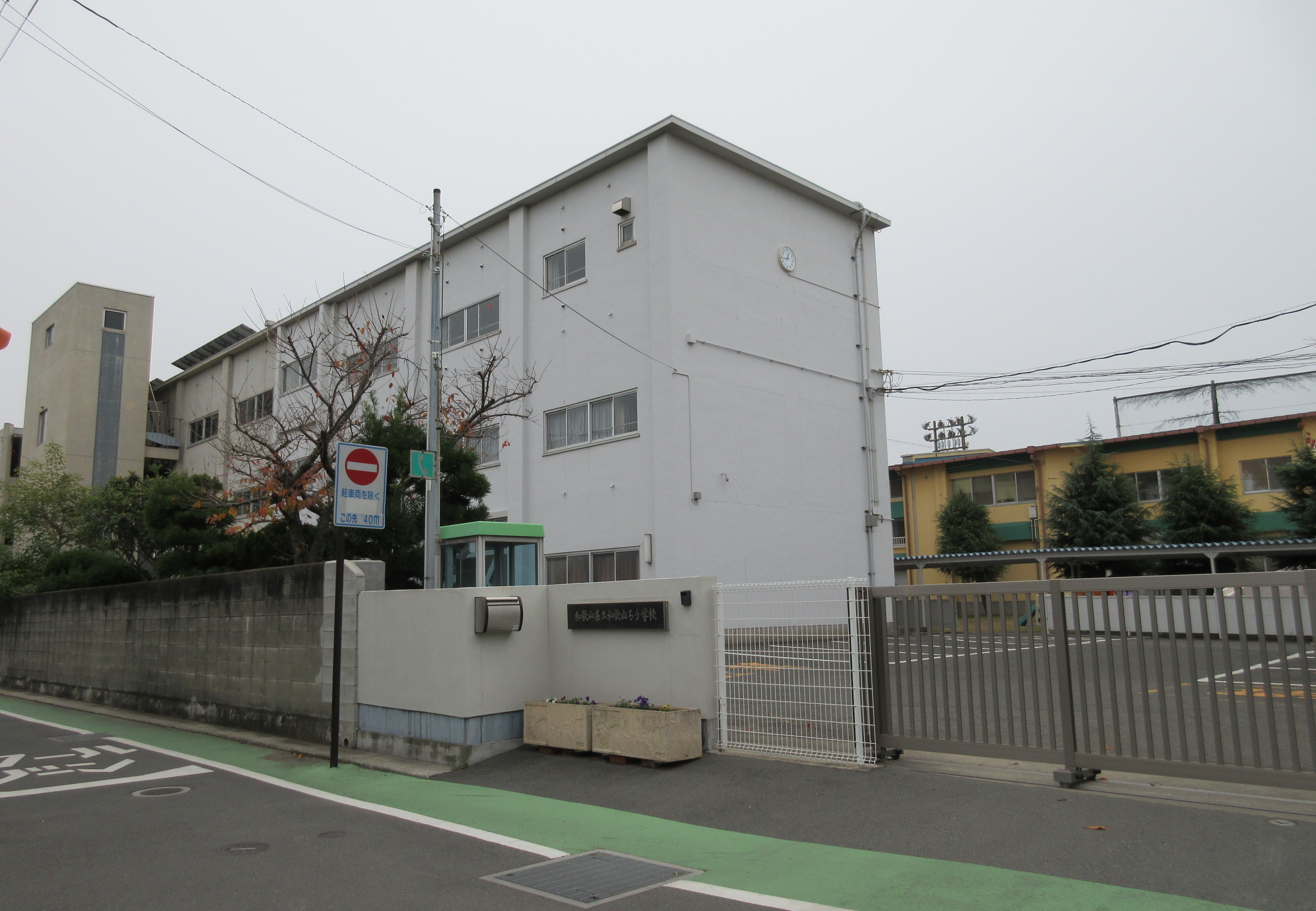
和歌山県立和歌山ろう学校

和歌山県立和歌山ろう学校（わかやまけんりつ わかやまろうがっこう）は、和歌山県和歌山市砂山南にある県立聾学校。聴覚障害のある幼児・児童・生徒が学ぶ。

## 所在地
- 和歌山県和歌山市砂山南3-1-73
  - JR和歌山駅で和歌山バス乗車、約25分で「土佐町三丁目」バス停、ここから徒歩約2分
  - 南海和歌山市駅から和歌山バス乗車、約15分で「土佐町三丁目」バス停、ここから徒歩約2分
  - 阪和自動車道和歌山ICから約25分

## 設置学部
- 幼稚部
- 小学部
- 中学部
- 高等部本科（3年）
  - 普通科
  - 産業工芸科
  - 被服科
  - 理容科
- 高等部専攻科（2年）
  - 普通科
  - 産業工芸科
  - 被服科
  - 理容科
- その他
  - 教育相談
  - 通級教室
  - 幼児教室（母子通学）

## 歴史
- 1915年（大正4年）4月1日 - 紀伊教育会附属盲唖学校として設立。
- 1918年（大正7年）4月1日 - 県に移管され、和歌山県立盲唖学校として開校。
- 1948年（昭和23年）4月1日 - 和歌山県立和歌山盲学校と和歌山県立和歌山ろう学校に分離・改称。
- 1952年（昭和27年）4月1日 - 高等部専攻科を設置。
- 1955年（昭和30年）4月1日 - 理容科を設置。
- 1962年（昭和37年）4月1日 - 幼稚部を設置。
- 1984年（昭和59年）4月1日 - 竹材工芸科を産業工芸科に改称。
- 2002年（平成14年）4月1日 - 専攻科理容科を設置。